# Liga da Justiça e Vingadores
Liga da Justiça/Vingadores (edições # 2 e # 4 intituladas Vingadores/Liga da Justiça) é uma história em quadrinhos em formato de minissérie sendo o primeiro crossover das editoras DC Comics e Marvel Comics no Século XXI (setembro de 2003/maio de 2004). Escrita por Kurt Busiek e com arte de George Pérez, a série apresenta os mais famosos super-heróis de cada editora: a Liga da Justiça e Os Vingadores, respectivamente.

## História da publicação
Em 1979 DC Comics e Marvel Comics concordaram em publicar uma história envolvendo as suas equipes mais poderosas, a ser escrita por Gerry Conway e desenhada por George Pérez. A trama previa uma viagem temporal envolvendo Kang e o Senhor do Tempo. A realização da obra ficou a cargo do editor Roy Thomas a partir das idéias de Conway e assim os trabalhos começaram em 1981 (havia 21 páginas prontas em meados de 1983) com publicação prevista para maio de 1983, mas disputas editoriais trazidas por Jim Shooter, editor-chefe da Marvel, impediram a conclusão da história. O fracasso do projeto LJA/Vingadores também impediu a sequência da aventura envolvendo Os Fabulosos X-Men e Os Novos Titãs.
As duas editoras chegaram a um acordo em 2002 com uma história a ser escrita por Kurt Busiek e desenhada por George Pérez. Em um painel na WonderCon de 2000, Busiek (roteirista do título dos Vingadores, na época) e Mark Waid (roteirista da Liga da Justiça) afirmaram ter chegado a um acordo para começar a "passagem" dentro das edições regulares dos respectivos títulos, mas as empresas não haviam estabelecido ainda um assentimento empresarial.
Quando a série foi aprovada, no entanto, Mark Waid estava indisponível devido a um contrato de exclusividade com a CrossGen e assim Busiek tornou-se o único autor do projeto. A série foi reimpressa pela DC Comics em 2005 em duas edições em capa dura, (que incluiu, pela primeira vez, o original feito a lápis por Pérez em 1983) material depois relançado em novembro de 2008.

## Enredo
Krona, um renegado oano com poderes entrópicos, viaja por diferentes universos com o fito de descobrir o segredo por trás da criação e para atingir esse objetivo não hesita em destruir os locais por onde passa quando julga que as respostas são inadequadas ou mesmo inexistem. Quando sua busca o leva ao Universo Marvel ele é interceptado pelo Grão-Mestre que lhe propõe um jogo: se vencer, Krona será levado à presença de Galactus, único ser daquela realidade capaz de oferecer-lhe as respostas que procurava, mas se perdesse deveria poupar a realidade do Grão-Mestre. Aceito o desafio os jogadores estabeleceram que Os Vingadores lutariam por Krona enquanto os interesses do Grão-Mestre seriam defendidos pela Liga da Justiça.
Tão logo foi estabelecida a porfia o Grão-Mestre rumou para o Universo DC a fim de alertar os justiceiros sobre os perigos que seu mundo corria e a eles confiou a captura de seis itens de poder (a Lança do Destino, o Livro da Eternidade, o Globo de Rá, a Máscara Medusa, a Roda, o Sino e a Ânfora pertencentes aos três demônios irmãos e a Bateria Energética de Kyle Rayner). Quanto aos Vingadores igual missão foi repassada por Metron (Eles deveriam encontrar o Nulificador Total, o Olho Maligno, o Bastão de Watoomb, a Caixa dos Invernos Antigos, o Cubo Cósmico e as Joias do Infinito) sob pena de destruição de seu universo em caso de fracasso.
A Liga viaja para o Universo Marvel e os heróis repudiam as situações que ao seu modo demonstram a ineficácia dos Vingadores (o Hulk à solta, a destruição de Genosha, a tirania do Doutor Destino na Latvéria, etc), enquanto o Capitão América, vendo o status quo do Universo DC, externa a convicção de que a Liga é um grupo totalitário que exige a adoração do cidadão ao invés de protegê-lo. Quando as duas equipes se encontram em Metropolis, o sentimento amargo de seus líderes desencadeia um confronto.
A batalha termina abruptamente quando a Feiticeira Escarlate descobre que a magia do caos sob seu controle é mais forte no Universo DC. A caçada aos itens de poder tem início com os membros da Liga e dos Vingadores viajando entre os dois universos e lutando entre si para reaver os artefatos em locais icônicos de cada universo:
- o Nulificador Total já havia sido encontrado pela Liga na Ilha Monstro, logo antes do primeiro encontro entre as duas equipes;
- a Bateria do Lanterna Verde, localizada no apartamento de Kyle em Greenwich Village, Nova York, é encontrada pelo Homem de Ferro (cuja armadura foi melhorada com o uso de uma Caixa Materna) e pelo Gavião Arqueiro, que conseguem chegar lá antes do Flash;
- o Globo de Rá é encontrado em Santo Rico, na América Central do Universo Marvel, pelo Lanterna Verde e Superman, que derrotam Miss Marvel e Magnum pelo artefato;
- o Livro da Eternidade é encontrado em Asgard por Aquaman, após uma batalha contra a Mulher-Hulk, enquanto a Mulher-Maravilha se ocupa em enfrentar Hércules;
- o Bastão de Watoomb, localizado no Museu do Flash, é obtido por Mercúrio e pela Feiticeira Escarlate que, cada vez mais consumida pela magia do caos do Universo DC, derrota Gavião Negro, Canário Negro e Besouro Azul sem esforço;
- a Roda, o Sino e a Ânfora são recuperadas em Happy Harbor por Nuclear, enquanto Tornado Vermelho distrai Thor e o Visão em batalha;
- a Máscara Medusa é encontrada pelo Pantera Negra em Wakanda, enquanto o Caçador de Marte e o Homem-Borracha se mantêm ocupados enfrentando o Jaqueta Amarela e a Vespa.
- a Caixa dos Invernos Antigos é localizada em Pequenópolis pelo Homem de Ferro e Gavião Arqueiro, que derrotam o Capitão Átomo e o Arqueiro Verde.
- o Olho Maligno, encontrado em Themyscira, é quase obtido pelos Vingadores (Visão, Feiticeira Escarlate e Mercúrio), mas é recuperado pelo Flash, com a ajuda de Aço;
- a Lança do Destino é encontrada em Attilan, e recuperada por Fóton e Quasar com o auxílio do Homem de Ferro, que incapacitou o Lanterna Verde e a Mulher-Maravilha através de um Tubo de Explosão;
- finalmente, a Manopla do Infinito é encontrada em Apokolips, em poder de Darkseid, que não pode usá-la porque as Joias do Infinito não têm poder no Universo DC. O Flash consegue recuperar a Manopla quando Darkseid se livra dela.

Uma batalha final pelo Cubo Cósmico, entre praticamente todos os membros das duas equipes, ocorre na Terra Selvagem da Marvel. Os Vingadores mantém a vantagem até Batman, que já havia formado uma trégua com o Capitão América, recupera o cubo com a ajuda do vingador. O Grão-Mestre chega e anuncia a Liga da Justiça como vencedora e pede para deixar Krona seu universo. Krona recusando-se a não encontrar Galactus, ataca o Grão-Mestre tentando extrair-lhe a verdade. O Grão-Mestre usa sua força restante para utilizar o poder dos artefatos, e mescla os dois universos.
Como resultado, a realidade é alterada de tal forma que a Liga da Justiça e Vingadores são equipes aliadas desde a origem de ambas. Todavia  Superman e Capitão América, fortemente sintonizados com seus respectivos universos, sentem que algo não está certo, ademais a incompatibilidade entre os universos começa a destruí-los. Os principais membros de cada equipe (Superman, Batman, Mulher-Maravilha, Lanterna Verde (Hal Jordan), o Flash (Barry Allen), Aquaman e o Caçador de Marte da Liga, e Capitão América, Thor, Homem de Ferro, Vespa, Gigante, Visão e Feiticeira Escarlate dos Vingadores) unem forças para evitar a crise. O Vingador Fantasma os leva a um moribundo Grão-Mestre que explica a situação: Krona deseja mesclar os universos e a seguir destruí-los.
O Grão-Mestre pede que os heróis detenham Krona e restaurarem a ordem. Os heróis, cujas memórias foram alteradas pela fusão dos universos, procuram saber como era o mundo antes deste incidente. O Grão-Mestre mostra-lhes vários eventos que tiveram lugar em seus universos, e cada membro da equipe testemunhas as tragédias que lhes tinham acontecido: a morte de heróis como Superman, Lanterna e Flash; perda de entes queridos dos heróis (Odin, Jason Todd, Hipólita, os filhos da Feiticeira Escarlate), os problemas conjugais do casal Pym; a perda de mão de Aquaman; a derrocada do Homem de Ferro rumo ao alcoolismo, Vários heróis tencionam deixar os universos como estão para evitar as tragédias aconteçam, mas Hal Jordan inspira todos a trabalhar pelo bem dos universos e não deles próprios.
Os Vingadores e a Liga da Justiça armam um contra-ataque e Krona convoca numerosos vilões de ambos os mundos para atacá-los. Com o tempo e o espaço se deteriorando, a realidade muda e assim todo herói que tenha integrado a Liga da Justiça ou os Vingadores ao menos uma vez toma parte na batalha. No final, Superman ataca Krona armado com escudo do Capitão América e o martelo de Thor, mas não consegue êxito visto que o vilão mata os heróis presentes. Entretanto um ataque furtivo do Flash e do Gavião Arqueiro, que haviam simulado suas mortes, afeta Krona e os universos então voltam ao normal com o auxílio do Espectro e os heróis retornam aos seus respectivos mundos. Krona implodiu em energia e ficou preso num ovo cósmico, que foi armazenado na Torre de Vigilância da Liga da Justiça.